# Манасаровар

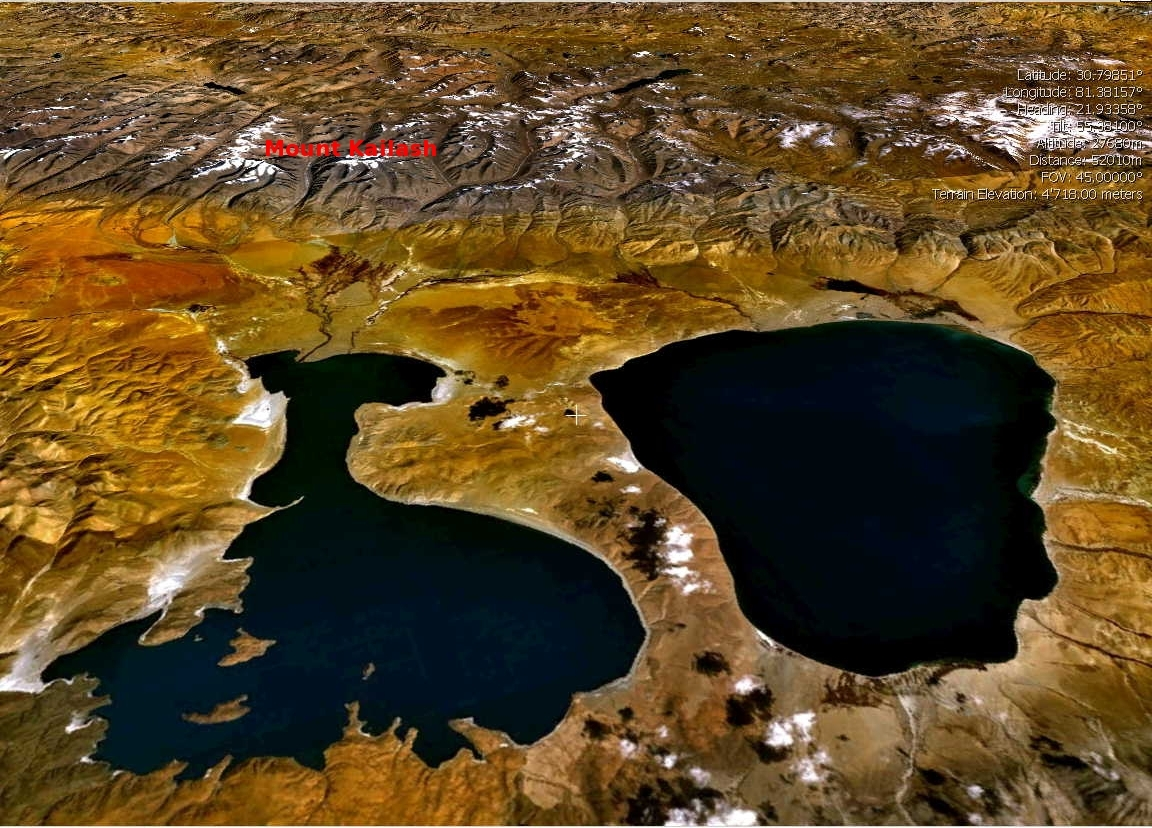
Озеро Ракас (ліворуч) та озеро Манасаровар (праворуч)

Манасаровар (хінді) чи Мапам Юмцо (китайською), Мпахам Юм Цо (тибетською переможне) (гінді मानसरोवर झील, тиб. མ་ཕམ་གཡུ་མཚོ། ma-pham gyu-mtsho, кит. трад. 瑪旁雍錯, спр. 玛旁雍错, піньїнь Mǎpángyōngcuò), озеро в Китаї, на Тибетському нагір'ї. Розташоване на висоті близько 4556 м, площа за різними джерелами від 320 до 520 км², глибини 77-90 м; священне озеро тибетської релігії бон, буддистів та індусів; поруч розташовані численні монастирі.

## Легенди та релігійні перекази
Про священне озеро розташоване поруч зі священною горою Кайлас існують різноманітні перекази. Індуси вважають, що озеро створене богом Брамою. Буддисти вважають, що води озера змивають ілюзорність цього світу, і саме в ньому був зачатий Будда Шак'ямуні.